# Nationaal park Iguazú
Het nationaal park Iguazú (Spaans: Parque Nacional del Iguazú) is een groot natuurpark in het noorden van de Argentijnse provincie Misiones, vlak bij het drielandenpunt tussen Brazilië, Paraguay en Argentinië, waar de rivieren de Paraná en de Iguaçu samenvloeien. In het noorden grenst het aan het Braziliaanse nationaal park Iguaçu. Beide namen zijn afgeleid van de Guaraní woorden í (water) en guazú (groot).

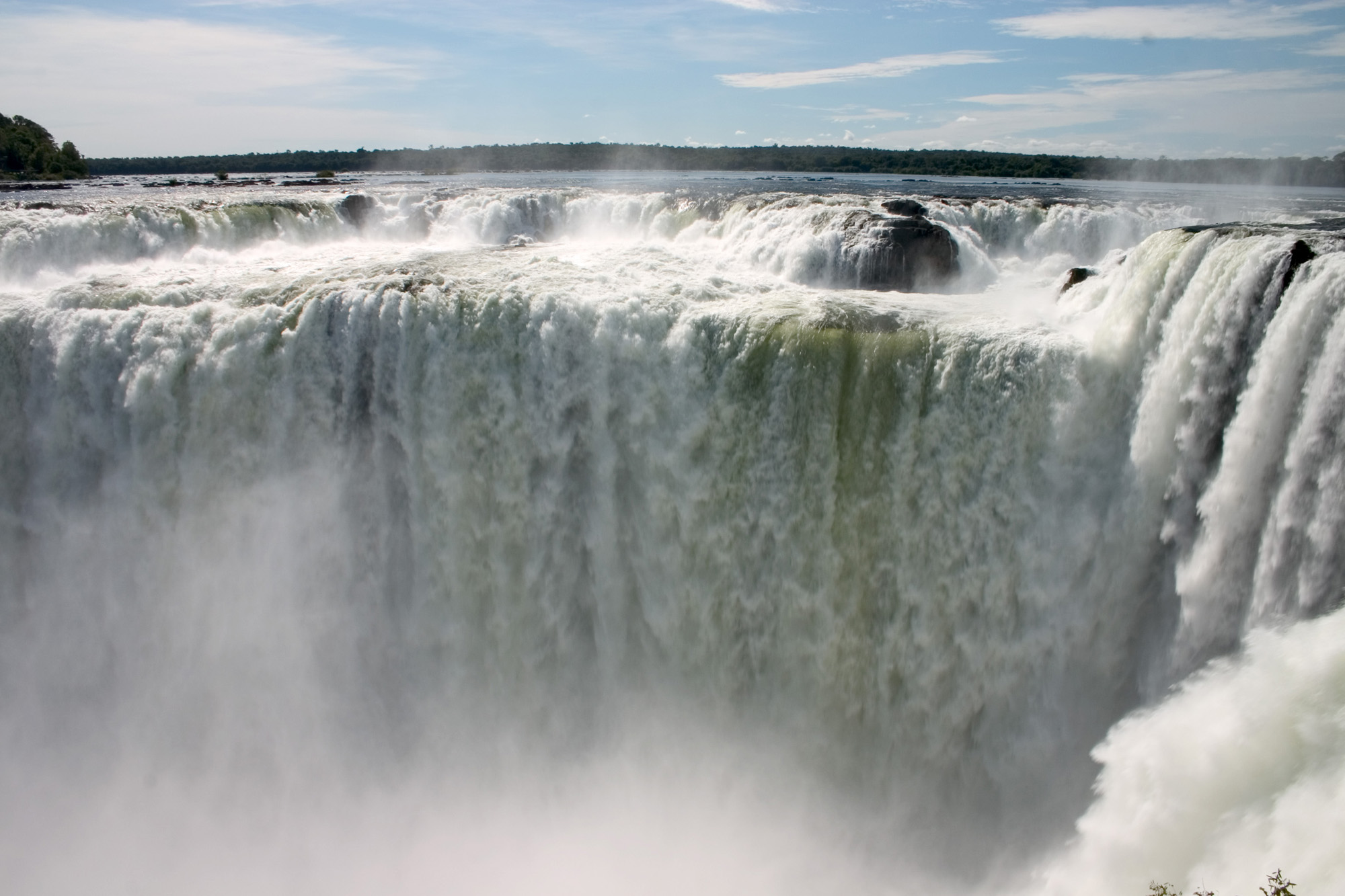
Garganta del Diablo (Duivelsstrot)

Het park is beroemd vanwege de 2700 meter brede watervallen op de grens met Brazilië, die een grote toeristische trekpleister vormen. Het meest indrukwekkende deel hiervan is de zogenaamde duivelskeel (Spaans garganta del diablo), een (bijna) cirkelvormige waterval van 80 m hoog. Rondom de waterval bevindt zich een subtropisch regenwoud met meer dan 2700 plantensoorten. In het park komen dieren voor als de reuzenotter, de reuzenmiereneter, de tapir, de jaguar en de kaaiman.
Het park staat sinds 1984 op de Werelderfgoedlijst.

## Geologie
Tijdens het Jura breekt Pangea uit elkaar. De zuidelijke delen van Pangea zijn onderhevig aan hevig vulkanische activiteiten. Antarctica, Zuidelijk Afrika, Indië en het zuiden van Zuid-Amerika worden bedekt door een dik pakket basalt. Het basaltpakket Parana-Etendeka, een large igneous province bereikt een dikte tot 1,7 km. Dit basalt, voornamelijk touwlava is zeer hard en weinig erosiegevoelig. Het pakket bestaat uit verschillende lagen. Geleidelijk stolt deze basalt en vertoont tal van krimpscheuren. Deze scheuren vormen de basis voor de Iguazu-rivier.
Bij het uiteenbreken van Pangea drijven Zuid-Amerika en Afrika uit elkaar waardoor een rift ontstaat tussen beide. De continentale zijkanten van de riftvallei, in Zuid-Amerika de Sera Do Mar, kennen een opwaartse beweging. Hierdoor stromen alle rivieren naar het westen in de richting van de Iguazu, waardoor het debiet van de rivier enorm toeneemt.
De watervallen schrijden nu 3 mm per jaar terug waardoor ze nu ongeveer 23 km van hun startpositie liggen.